# 張觀 (洪武進士)
張觀（?—?），广东南海人，明朝政治人物、进士出身。

## 生平
洪武十八年，登乙丑科进士，授主事。